# Friedrich Schlie

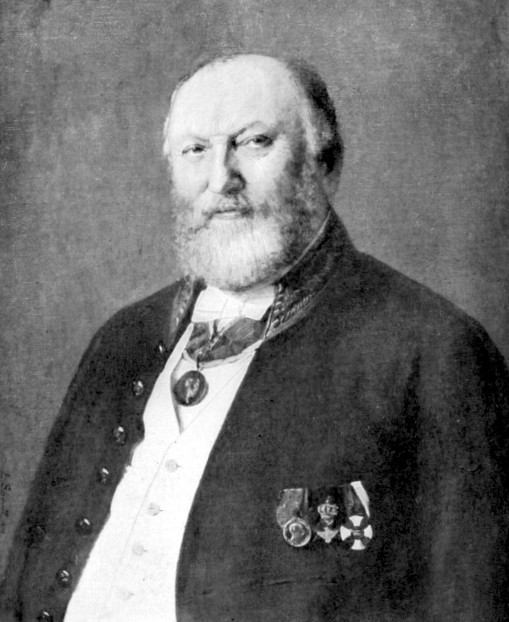
Friedrich Schlie (Luise Schmidt, 1898)

Johann Heinrich Friedrich Gustav Schlie (* 12. Dezember 1839 in Brüel; † 21. Juli 1902 in Bad Kissingen) war ein deutscher Archäologe und Kunsthistoriker.

## Leben
Friedrich Schlie, Sohn des namensgleichen Kantors und Lehrers (David Joachim) Friedrich Schlie (1814–1905) und dessen Frau (Helene Marie Sophie) Doris, geb. Schulz (1815–1899), verdiente sich bereits als 16-Jähriger seinen Lebensunterhalt als Haus- und Privatlehrer, bis er 1863 sein Abitur in Rostock ablegen konnte. Ab Ostern 1863 studierte er an der Universität Rostock, seit 1865 an der Universität München Klassische Philologie, Klassische Archäologie und Kunstgeschichte. Dort war er Schüler des von Rom nach München berufenen Archäologen Heinrich Brunn, der Schlies weiterem Weg die Richtung wies. Mit einer Doktorarbeit über Helena auf etruskischen Aschenurnen wurde er 1867 in München zum Dr. phil. promoviert. Ab 1868 war er zwei Jahre Hilfssekretär am Istituto Archeologico Germanico in Rom.

### Schwerin und Waren
Der Beginn seines Wirkens im Dienst des mecklenburgischen Kunst- und Kulturlebens nahm für Schlie seinen Anfang in der Begegnung mit Eduard Prosch, dem damaligen Kabinettsrat und Intendanten der Schweriner Kunstsammlungen. Bei einem Besuch in Rom beauftragte Prosch Schlie mit der Abfassung einer Denkschrift über die erwogene Einrichtung einer Schweriner Sammlung von Gipsabgüssen antiker Skulpturen. Nach seiner Rückkehr 1869 heiratete er am 27. Juli Mathilde (Conradine Ernestine Henriette) Krüger (1847–1920). Schlie arbeitete bis 1877 als Lehrer am Gymnasium in Waren. Dort führte er sich mit seinen zwei 1875 im Druck erschienenen Vorträgen Über alte und neue Kunst und Über die Einführung der Kunstgeschichte in den Lehrplan der Gymnasien als auf dem Gebiet der Kunstwissenschaft erfahrener Fachmann ein. So berief man ihn 1877 an das Fridericianum Schwerin, um ihm gleichzeitig die provisorische Leitung der Großherzoglichen Kunstsammlungen zu übertragen. Nach dem Tod des bisherigen Leiters Eduard Prosch 1878 wurde Schlie endgültig zu deren Direktor ernannt. Sein Verdienst war es, die verstreuten großherzoglichen Kunstschätze zu katalogisieren und in dem 1882 von Hermann Willebrand fertiggestellten repräsentativen neuen Museumsgebäude am Schweriner Alten Garten zu vereinen.

### Kunstgeschichte Mecklenburgs
Zu seinen weiteren Verdiensten gehört seine Arbeit im Verein für mecklenburgische Geschichte und Altertumskunde. Dort war Archivrat Friedrich Lisch, der 1852 zum Conservator der Kunstdenkmäler des Landes Mecklenburg-Schwerin ernannt wurde, Vorsitzender, erster Sekretär und Herausgeber der Jahrbücher für mecklenburgische Geschichte und Altertumskunde.
Friedrich Schlie war auch Freund und Förderer des berühmten Archäologen Heinrich Schliemann.
Durch das Mecklenburg-Schwerinsche Großherzogliche Ministerium des Innern wurde er 1887 als Experte für künstlerische Fragen in die Commission zur Erhaltung der Denkmäler berufen. Mit der Berufung der Kommission war vom Ministerium des Innern der Beschluss der Herausgabe eines Inventarwerkes aller Kunst- und Geschichtsdenkmäler des Großherzogtums Mecklenburg-Schwerin verbunden worden. Schlie erhielt den Auftrag, die praktische Organisation der hierfür erforderlichen Erfassung der Denkmale, die Gesamtredaktion der daraus erwachsenden Manuskripte und schließlich die Herausgabe der Inventarbände zu übernehmen. In den Jahren 1898 bis 1902 veröffentlichte er sein fünf Bände umfassendes Werk Die Kunst- und Geschichts-Denkmäler des Grossherzogthums Mecklenburg-Schwerin.

## Ehrungen
Friedrich Schlie erhielt zahlreiche Auszeichnungen, so wurde er 1882 zum Hofrat, 1891 zum Professor und 1899 zum Geheimen Hofrat ernannt. Er war korrespondierendes Mitglied des Deutschen Archäologischen Instituts sowie ständiges Mitglied des Ausschusses des Internationalen Kunsthistorischen Kongresses. Eine 1902 kurz nach seinem Tod entstandene Marmorbüste Schlies vom Bildhauer Ludwig Brunow und das 1898 von Luise Schmidt geschaffene Gemälde befinden sich im Fundus des Staatlichen Museums Schwerin. Friedrich Schlies Grabstätte befindet sich auf dem Alten Friedhof in Schwerin. In seiner Geburtsstadt Brüel und im Schweriner Stadtteil Krebsförden sind Straßen nach ihm benannt.
Ihm zu Ehren verleiht der Schweriner Kunst- und Museumsverein e. V. seit 2013 einen Friedrich-Schlie-Preis.

## Schriften (Auswahl)
- Die Darstellungen des troischen Sagenkreises auf etruskischen Aschenkisten. Stuttgart 1868 (Digitalisat).
- Beschreibendes Verzeichniss der Werke älterer Meister in der Grossherzoglichen Gemälde-Gallerie zu Schwerin. Druck der Bärensprungschen Hofbuchdruckerei, Schwerin 1882 (Textarchiv – Internet Archive).
- Beschreibendes Verzeichniss der Werke neuerer Meister in der Grossherzoglichen Gemälde-Gallerie zu Schwerin. Druck der Bärensprungschen Hofbuchdruckerei, Schwerin 1884 (archive.org).
- Gipsabgüsse antiker Bildwerke im Großherzoglichen Museum zu Schwerin. In kunstgeschichtlicher Folge beschrieben und erklärt. Schwerin 1887
- Die Kunst- und Geschichts-Denkmäler des Grossherzogthums Mecklenburg-Schwerin. 5 Bände (1896–1902; Nachdruck: Stock & Stein-Verlag, Schwerin 1992–2003).
  - I. Band: Die Amtsgerichtsbezirke Rostock, Ribnitz, Sülze-Marlow, Tessin, Laage, Gnoien, Dargun, Neukalen. Schwerin, 1896 (Textarchiv – Internet Archive); Zweite verbesserte und vermehrte Auflage, Schwerin i.M. 1898 (Digitalisat auf RosDok).
  - II. Band: Die Amtsgerichtsbezirke Wismar, Grevesmühlen, Rehna, Gadebusch und Schwerin. Schwerin, 1898 (Textarchiv – Internet Archive); Zweite Auflage, Schwerin 1898 (Digitalisat auf RosDok).
  - III. Band: Die Amtsgerichtsbezirke Hagenow, Wittenburg, Boizenburg, Lübtheen, Dömitz, Grabow, Ludwigslust, Neustadt, Crivitz, Brüel, Warin, Neubukow, Kröpelin und Doberan. Schwerin, 1899 (Textarchiv – Internet Archive); Zweite Auflage, Schwerin 1900 (Digitalisat auf RosDok).
  - IV. Band: Die Amtsgerichtsbezirke Schwaan, Bützow, Sternberg, Güstrow, Krakow, Goldberg, Parchim Lübz und Plau. Schwerin, 1901 (Textarchiv – Internet Archive); Zweite Auflage, Schwerin 1901 (Digitalisat auf RosDok).
  - V. Band: Die Amtsgerichtsbezirke Teterow, Malchin, Stavenhagen, Penzlin, Waren, Malchow und Röbel. Schwerin, 1902 (Textarchiv – Internet Archive); Zweite Auflage, Mit einem Anhang über einige Denkmäler ausserhalb Landes und einem Generalregister über alle fünf Bände, Schwerin 1902 (Digitalisat auf RosDok).